# Klaus Beyer (Künstler)

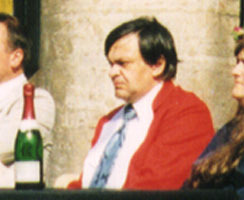
Klaus Beyer 1999 vor der Volksbühne am Rosa-Luxemburg-Platz bei einer Aktion von Christoph Schlingensief

Klaus Beyer (* 8. Juli 1952 in West-Berlin) ist ein deutscher Musiker, Schauspieler, Filmemacher, Komponist, Übersetzer, Dichter und Kerzenzieher. Bekannt wurde Beyer durch seine Auftritte in Produktionen von Christoph Schlingensief sowie durch die Aufnahme von deutschsprachigen Versionen sämtlicher Beatles-Alben.

## Leben
Beyer wuchs in Berlin-Kreuzberg auf. Er lernte den Beruf des Kerzenwachsziehers (Gesellenprüfung 1971 in München) und arbeitete in einer Berliner Kerzenfabrik. Seine Beschäftigung als Kerzenzieher verlor Beyer mit dem Weggang der Firma aus Berlin 1997 und war danach zehn Jahre arbeitslos. Nach einem Schlaganfall 2007 wurde er als erwerbsunfähig eingestuft und ist seither in Rente. Beyer lebt in Berlin-Lichtenrade.

## Werk
1980 begann Beyer, Lieder seiner Lieblingsband The Beatles für seine Mutter ins Deutsche zu übersetzen und nahm die Songs neu auf Tonband auf. Es entstanden erste Videos auf Super-8. 1984 lernte er Gabi Poschmann im Umfeld der Genialen Dilletanten kennen. Seine Filme wurden erstmals im Kreuzberger Frontkino öffentlich gezeigt, waren 1987 auf der Documenta 8 und bei zahlreichen Filmfestivals in São Paulo, Seoul, London und New York zu sehen. Beyers Super-8-Film Die Glatze (1982) wurde im Musiksender MTV ausgestrahlt und stand 2000 im Guinness-Buch der Rekorde als kürzestes von einer Plattenfirma produziertes Musikvideo (1 Minuten 23 Sekunden).
Bekannt wurde Beyer durch mehrere Auftritte in Produktionen von Christoph Schlingensief. Sein Manager Frank Behnke gründete 1994 den Klaus-Beyer-Fanclub und verlegt die Musik von Beyer auf seinem Label Amsel Records. Dort sind Versionen der Beatles-Alben in deutscher Sprache erschienen. Die Stücke schneidet Beyer mit zwei Tonbandgeräten.

## Filmografie (als Schauspieler)
- 1986: Ein normales Leben – von Georg Maas (Nebendarsteller)
- 1988: Die Sonne kommt – von Georg Maas (Hauptdarsteller)
- 1994: Mitte Mai – von Matl Findel (Hauptdarsteller)
- 1994: Das andere Universum des Klaus Beyer – von Frank Behnke und Georg Maas (Hauptdarsteller)
- 2000: Hauptmann Peppers Einsamer Herzen Club – von Nico Schlegel und Annika Seiffert (Hauptdarsteller)
- 2001: U 3000 – von Christoph Schlingensief (Nebendarsteller)
- 2005: Der Animatograph – von Christoph Schlingensief (Nebendarsteller)
- 2006: Wenn im Knast die Knochen knacken von Maurice Taube und Christoph Bennewitz (Nebendarsteller)
- 2007: Fremdverstümmelung – von Christoph Schlingensief (Nebendarsteller)

## Diskografie (Auswahl)
- 1999: Mit Den Beatles (Deutsche Version von With the Beatles)
- 2000: Lass Es Sein (Let It Be)
- 2001: Gummi Seele (Rubber Soul)
- 2002: Hauptmann Pepper’s Einsamer Herzen Club (Sgt. Pepper’s Lonely Hearts Club Band)
- 2003: Rätselhaft Magische Tour (Magical Mystery Tour)
- 2004: Ein Harter Tag (A Hard Day’s Night)
- 2005: Helft! (Help!)
- 2006: Das Gelbe Unterwasserboot (Yellow Submarine)
- 2007: Revolver (Revolver)
- 2008: Beatles Zum Verkauf (Beatles for Sale)
- 2009: Kloster Straße (Abbey Road)
- 2010: Gefall Mir (Please Please Me)
- 2011: Das Weiße Album (White Album)